# Ophiomyia septima
Ophiomyia septima är en tvåvingeart som beskrevs av Spencer 1969. Ophiomyia septima ingår i släktet Ophiomyia och familjen minerarflugor. Inga underarter finns listade i Catalogue of Life.